# Alfredo Cabanillas Blanco

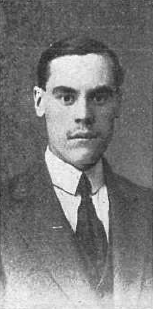
Cabanillas hacia 1914

Alfredo Cabanillas Blanco (1895-1979) fue un escritor, poeta y periodista español.

## Biografía
Fue amigo del escritor Arturo Barea y al principio se consagró a la poesía frecuentando la tertulia del viejo café de Fornos. Vinculado desde muy joven al diario liberal Heraldo de Madrid, promovido por la Sociedad Editora Universal de los hermanos Juan y Manuel Busquets, llegó a ser su director sustituyendo, en vísperas de la Guerra civil, a Manuel Fontdevila Cruixent (1888-1957). Fue corresponsal en la guerra de África, cuyas crónicas de 1921 reunió en el libro La epopeya del soldado (Madrid, 1922). Destacado miembro de la Asociación de la Prensa de Madrid, a él se debe la construcción de la primera Colonia de la Prensa de Madrid. Heraldo de Madrid fue el principal soporte y refugio que tuvieron los lectores republicanos de izquierda durante el Bienio negro y en las elecciones de febrero de 1936 tuvo también un papel relevante con su propia campaña a favor del Frente Popular. Cabanillas fue jefe del Gabinete de Prensa de Manuel Azaña y representante del Ayuntamiento y la Diputación de Córdoba en Madrid. Llegada la Guerra Civil, se opuso a la sublevación militar por considerarla injustificada y, con el propio Cabanillas en la dirección, el diario apoyó sin fisuras a los sucesivos gobiernos legítimos de la República. Su enfrentamiento con quienes ejercían la represión ilegal en Madrid en los primeros meses de la guerra y su condición de católico lo llevó a marchar de España a mediados de 1937 y ser expulsado del partido Unión Republicana.
Establecido en Argentina, allí continuó su labor periodística en diarios como Cartel —de línea editorial franquista— con la vista puesta en un posible regreso a España. Su intervención durante la guerra en favor de los padres del coronel sublevado José Ungría, a quienes posiblemente salvó la vida, facilitó su vuelta definitiva a España en 1966, aunque el régimen le exige su colaboración publicando escritos «en honor del glorioso alzamiento» y la dictadura: el propio Cabanillas pediría posteriormente disculpas a varias personas por algunos artículos que se vio forzado a redactar. Se instaló en Córdoba, donde ejerció el periodismo en el diario ABC.
Publicó además una Historia de mi vida (memorias) y algunos volúmenes más de poesías y crónicas. Casó en mayo de 1924 en la ciudad de Córdoba con la soprano cordobesa Graciela Fernández Vergara.

## Obras
- Ocaso de sangre: poema sentimental sobre la guerra europea, Madrid: Impr. de Tirso de Frutos, 1915.
- Con Ricardo Martínez, El crimen de la venta: apunte dramático basado en un hecho real en un acto y en prosa, Madrid: R. Velasco [impresor], 1917.
- Relicario Sentimental, Madrid Felipe Peña Cruz, 1919.
- La epopeya del soldado, desde el desastre de Annual hasta la reconquista de Monte Arruit. Madrid, Imp. Clásica Española, 1922. Hay edición facsímil de Córdoba: Diputación de Córdoba, Delegación de Cultura, 2009.
- Eternidad: Poema en tres jornadas  [Madrid : Hispánica], 1923
- Hacia la Espana eterna (crónica y episodios de la guerra). Prólogo por el Conde de Guadalhorce. Buenos Aires: Editorial Reunidas, 1938.
- Historia de mi vida (memorias) Editorial Renacimiento, Sevilla, 2011